# Nextbike

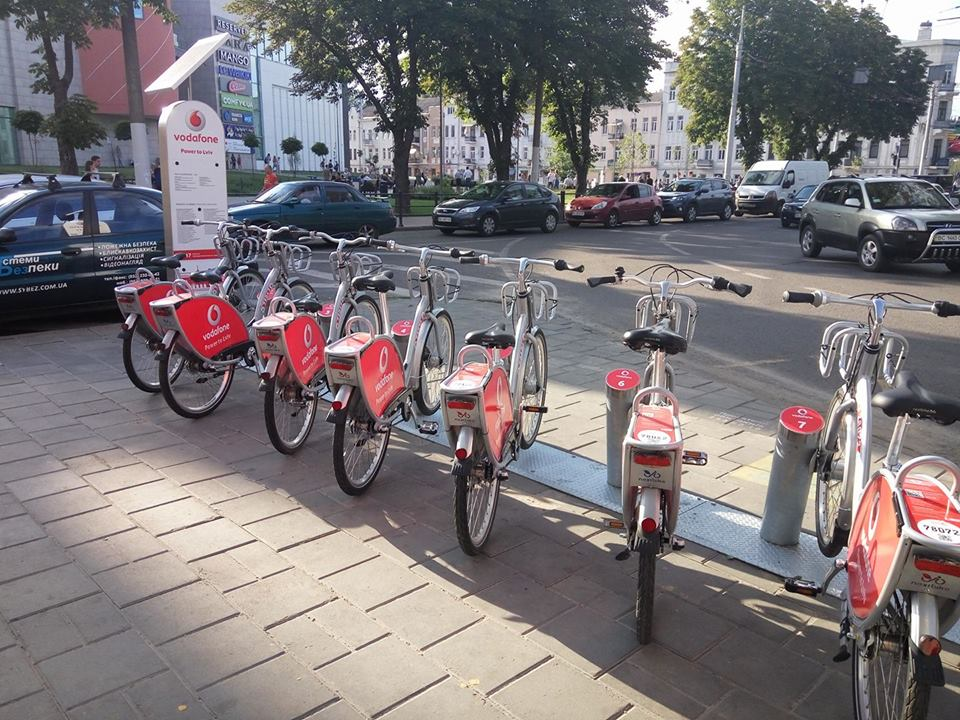
Станція велопрокату Nextbike біля ТРЦ «Forum Lviv»

Nextbike — це система громадського велопрокату, яка працює більше ніж у 150 містах світу на 4 континентах. Nextbike дозволяє використовувати велосипед, як транспортний засіб, без потреби купувати власний.
В 2015 році місто Львів стало першим в Україні, де запровадили систему громадського велопрокату.
15 серпня 2018 року Nextbike запустив прокат велосипедів у Києві, а 23 серпня того ж року — у Харкові. Запущено nextbike у Вінниці та Івано-Франківську.
Всього в Києві відкрито 33 велостанції, вони знаходяться переважно у центрі міста та біля станцій метро. На станції можна взяти у прокат 100 велосипедів, їх кількість планують збільшити до 2000 штук до кінця 2020 року. Для постійних клієнтів перші пів-години прокату будуть безкоштовними. На момент запуску в Харкові було 5 станцій, а заплановано буде до 140.
Взагалі, Nextbike — німецька компанія, яка розробляє та керує громадськими системами прокату велосипедів. Компанія заснована в Лейпцигу, Німеччина, в 2004 році. Станом на 2018р. має в Німеччині та інших країнах світу, таких як: США, Велика Британія, Нова Зеландія, Польща, Хорватія, Австрія та Швейцарія, 30 000 велосипедів.